# Xã Johnson, Quận Little River, Arkansas
Xã Johnson (tiếng Anh: Johnson Township) là một xã thuộc quận Little River, tiểu bang Arkansas, Hoa Kỳ. Năm 2010, dân số của xã này là 631 người.